# 张扬 (1944年)
张扬（1944年—），出生于湖南，《第二次握手》的作者。

## 生平
- 1972年3月－1972年底，被关押于浏阳；
- 1975年1月－1979年入狱五年，期间甚至被“内定死刑”，后被平反。
- 2009年11月23日，張揚在湖南省作協辦公室毆打該辦公室主任彭克炯，他對新聞記者坦承該事件屬實。[1]